# 에이미와 야구아
에이미와 야구아(Aimee & Jaguar, Aimee & Jaguar)는 독일에서 제작된 막스 파르베르복 감독의 1999년 멜로/로맨스, 드라마, 전쟁 영화이다. 마리아 슈라더 등이 주연으로 출연하였고 하노 허스 등이 제작에 참여하였다.

## 출연

### 주연
- 마리아 슈라더
- 율리안느 콜러

### 조연
- 조한나 워카렉
- 하이케 마카취일
- 엘리자베스 디겐
- 데틀레프 북
- 클라우스 만첸
- 피터 웩
- 다니 레비

## 제작진
- 미술: 울리 하니쉬
- 미술: 알브레치 콘라드
- 의상: 바바라 바움
- 배역: 리사 케스